# Elizaveta Levina
Pour les articles homonymes, voir Levina.
Elizaveta (Liza) Levina est une statisticienne mathématiques russo-américaine. Elle est professeur de statistiques à l'Université du Michigan et elle est connue pour son travail sur les High-dimensional statistics (en), en estimation de la covariance (en), en analyse des réseaux sociaux, et en statistiques non paramétriques.

## Biographie
Levina obtient une licence de mathématiques à l'université d'État de Saint-Pétersbourg en 1994. Après avoir obtenu un master en mathématiques de l'université de l'Utah en 1997, elle obtient son doctorat en statistiques en 2002 à l'université de Californie à Berkeley, en soutenant une thèse intitulée Statistical Issues in Texture Analysis, dirigée par Peter J. Bickel (en).
Levina rejoint le corps professoral du département de statistiques de l'université du Michigan, comme professeur assistant, puis comme professeur associé en 2009 et enfin professeur titulaire en 2014. Elle est directrice du programme doctoral du département depuis 2012. Elle est également affiliée au Michigan Institute for Data Science (MIDAS) et au Center for the Study of Complex Systems.

## Hommages et distinctions
Elizaveta Levina a reçu le Gottfried E. Noether Young Scholar Award de la Société américaine de statistique en 2010 pour ses contributions aux statistiques non paramétriques.
Elle est élue à l'Institut international de statistique en 2011. En 2016, elle est élue membre de la Société américaine de statistiques et membre de l'Institut de statistique mathématique (IMS).
Elle obtient le Vijay Nair Collegiate Professorship en 2017.
Elle est conférencière invitée lors du Congrès international des mathématiciens en 2018, intervenant dans la section des Probabilités et des Statistiques,. Elle est choisie comme la Medallion Lecturer de 2019 à l'IMS
Le professeur Liza Levina est une chercheuse “Thomson ISI highly cited”.